# Ilha Caledônia

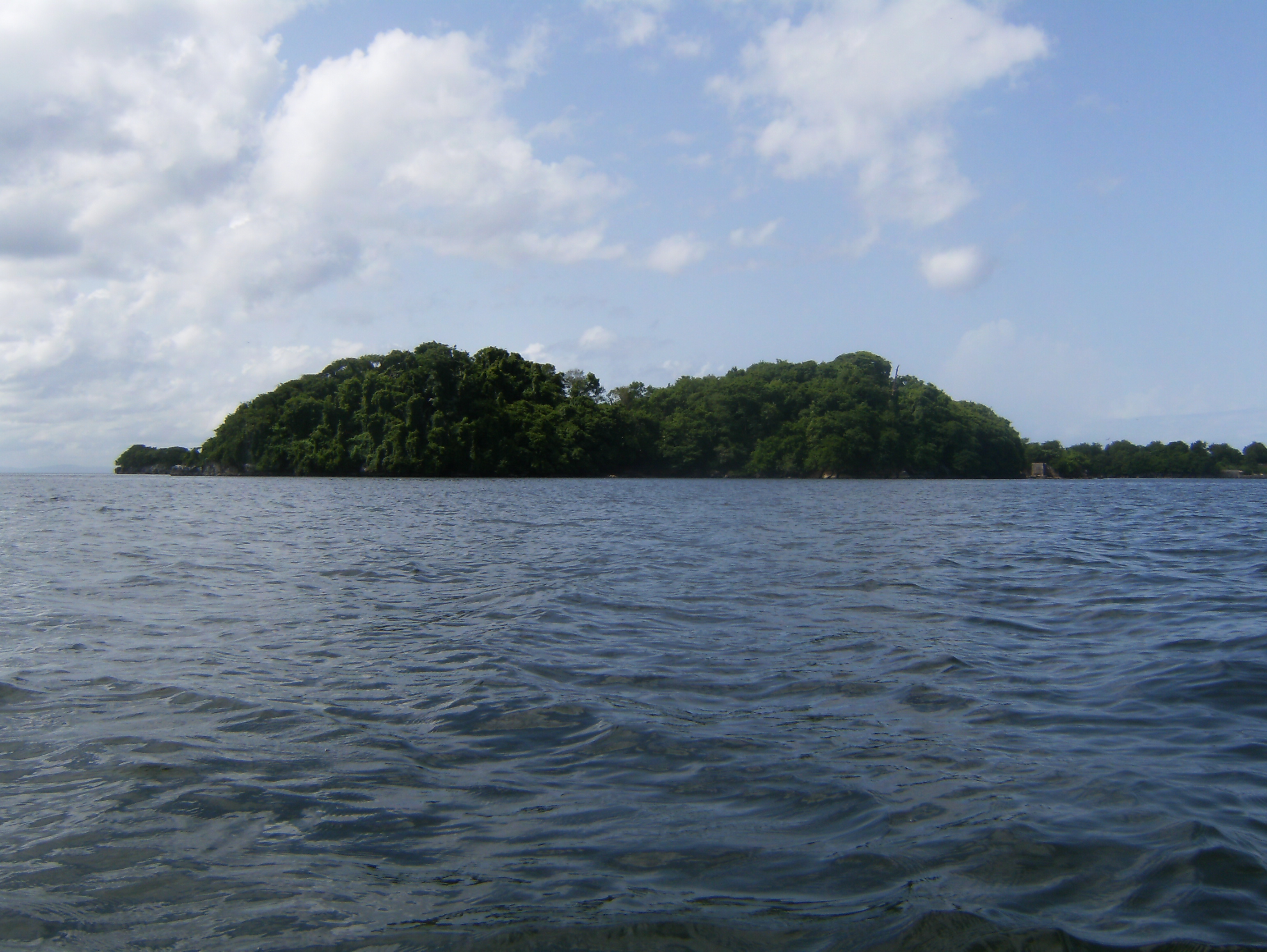
Imagem da Ilha Caledônia.

A Ilha Caledônia (português brasileiro) ou Ilha Caledónia (português europeu) (em inglês: Caledonia Island) é uma ilha da República de Trindade e Tobago. É uma das chamadas "Cinco Ilhas" ("The Five Islands") um grupo de seis pequenas ilhas situadas a oeste de Porto da Espanha, no golfo de Paria. Administrativamente faz parte da Região Corporativa de Diego Martín.